# Link: Eat, Love, Kill
Link: Eat, Love, Kill (en hangul, 링크: 먹고, 사랑하라, 죽이게; RR: Ringkeu: Meokgo, Saranghara, Jug-ige) es una serie de televisión surcoreana dirigida por Hong Jong-chan y protagonizada por Yeo Jin-goo y Moon Ga-young. Está programada para salir a antena en el canal tvN desde el 6 de junio de 2022, los lunes y martes a las 10:30 horas (hora local de Corea). También está disponible en Disney+ en algunos países, en América Latina está disponible en su plataforma Star+.

## Sinopsis
Es un drama de misterio y fantasía sobre un hombre y una mujer que comparten las mismas emociones. Eun Kye-hoon tenía una hermana gemela y ambos podían percibir los sentimientos del otro incluso estando separados, pero ella desapareció hace dieciocho años, cuando tenía solo diez. Desde entonces había desaparecido ese vínculo para Kye-hoon, pero cuando conoce a Da-hyun, de repente lo recupera con ella y empieza a compartir todas sus emociones.

## Reparto

### Principal
- Yeo Jin-goo como Eun Kye-hoon, un chef de un restaurante de lujo. Una persona no solo con habilidades culinarias, sino también hermosa presencia y una voz sexy.[3][4]
- Moon Ga-young como Noh Da-hyun, una persona que busca trabajo. Cree en el dicho de que una sonrisa traerá buena fortuna, y trata a las personas de este modo.[3][4]

### Secundario

#### Personas cercanas a Kye-hoon
- Park Bo-kyung como Jang Mi-sook, la madre de Kye-hoon. Siempre ha vivido una vida hermosa, pero un día se encuentra con un incidente irreversible.[5][6]
- Kwon Hyuk como Eun Cheol-ho, el padre de Kye-hoon.
- Ahn Se-bin como Eun Kye-young, la hermana gemela de Kye-hoon, que desapareció cuando tenían diez años.
- Woo Mi-hwa como Jang Mi-sun, la tía de Kye-hoon.[7]

#### Personas cercanas a Noh Da-hyun
- Kim Ji-young como Hong Bok-hee, la madre de Da-hyun y propietaria del restaurante Chunok Hot Pot. Es una madre ordinaria que no quiere que su única hija se parezca a ella.[8]
- Ye Soo-jung como Na Choon-ok, la abuela paterna de Da-hyun.[9]

#### Comisaría de policía de Jihwa
- Lee Bom-so-ri como Hwang Min-jo. Una sargento de policía que tiene un gran deseo de trabajar y su sueño es ampliar sus límites como mujer asumiendo investigaciones más prácticas y triunfar como oficial de policía.[10][11]
- Song Duk-ho como Ji Won-tak, un oficial de policía con recuerdos oscuros, que está asignado al barrio donde vivió de niño.[12][13]
- Kim Chan-hyung como Ahn Jung-ho, un inspector de policía.
- Yoo Sung-joo como Seo Young-hwan, jefe de la comisaría de policía de Jihwa.
- Yoo Dong-hoon como Bong Soon-kyung, oficial de policía.[14]

#### Personas del Jihwayang Restaurant
- Lee Seok-hyung como Cha Jin-ho. Un chef junior de Eun Kye-hoon.[15]
- Lee Bom como Lee Eun-jung. Una chef que trabaja con Eun Kye-hoon, quien tiene varias certificaciones de alimentos y habilidades profesionales de cocina, pero es también una persona misteriosa.[16]

#### Vecinos de Jihwa-dong
- Yoo Jung-ho como Min-cheol, un taxista que vive en Jihwa-dong, el barrio donde también vivía antiguamente Kye-hoon.[17]
- Kim Hyun como Cho Jae-sook, una mujer con una fuerte personalidad.[18]

#### Otros
- Shin Jae-hwi como Lee Jin-geun, una figura misteriosa que está alrededor de Da-hyun.[19]

### Apariciones especiales
- Kim Won-hae (episodio n.º 1).

## Producción
Antes de dirigir esta serie, Hong Jong-chan ha codirigido Doctor Stranger (2014) y Life (2018), y dirigido Dear My Friends (2016), Live Up to Your Name (2017), Her Private Life (2019) y Tribunal de menores (2022), entre otras series. La escritora Kwon Ki-young también firmó, entre otros, los guiones de All About My Romance (2013) y Suspicious Partner (2017).
El 23 de marzo de 2022 se anunció que el rodaje se había interrumpido temporalmente después de que Yeo Jin-goo resultara positivo al Covid-19. Después se comunicó que el rodaje proseguiría con escenas en las que no estuviera prevista la presencia del actor.
En abril de 2022 se publicaron las fotografías de la lectura del guion.

## Banda sonora original
| Parte | Fecha de publicación | N.º | Título                                         | Letra                        | Música                       | Artista               | Duración |
| ----- | -------------------- | --- | ---------------------------------------------- | ---------------------------- | ---------------------------- | --------------------- | -------- |
| 1     | 14 de junio de 2022  | 1   | «Your River in Me» (내 마음속 너의 강)         | Nam Hye-seung, Kim Kyung-hee | Nam Hye-seung, Kim Kyung-hee | O3ohn                 | 4:48     |
| 1     | 14 de junio de 2022  | 2   | «Your River in Me» (내 마음속 너의 강) (inst.) |                              | Nam Hye-seung, Kim Kyung-hee |                       | 4:48     |
| 2     | 21 de junio de 2022  | 1   | «Saying Hello» (너의 하루를 묻고 싶어)         | Nam Hye-seung, Kim Kyung-hee | Nam Hye-seung, Park Sang-hee | Minnie ((G)l-dle)     | 3:59     |
| 2     | 21 de junio de 2022  | 2   | «Saying Hello» (너의 하루를 묻고 싶어) (inst.) |                              | Nam Hye-seung, Park Sang-hee |                       | 3:59     |
| 3     | 27 de junio de 2022  | 1   | «Swing» (그네)                                 | Nam Hye-seung, Janet Suh     | B.a.B.                       | Kimmuseum             | 3:44     |
| 3     | 27 de junio de 2022  | 2   | «Swing» (그네) (inst.)                         |                              | B.a.B.                       |                       | 3:44     |
| 4     | 28 de junio de 2022  | 1   | «Pit a Pat»                                    | Nam Hye-seung, Park Jin-ho   | Nam Hye-seung, Park Jin-ho   | Seungkwan (Seventeen) | 3:32     |
| 4     | 28 de junio de 2022  | 2   | «Pit a Pat» (inst.)                            |                              | Nam Hye-seung, Park Jin-ho   |                       | 3:32     |
| 5     | 5 de julio de 2022   | 1   | «Unknown World»                                | Nam Hye-seung, Janet Suhh    | Nam Hye-seung, Park Sang-hee | Janet Suhh            | 2:08     |
| 5     | 5 de julio de 2022   | 2   | «You l've Missed»                              | Nam Hye-seung, Janet Suhh    | Nam Hye-seung, Park Sang-hee | Janet Suhh            | 3:43     |
| 5     | 5 de julio de 2022   | 3   | «Unknown World» (inst.)                        |                              | Nam Hye-seung, Park Sang-hee |                       | 2:08     |
| 5     | 5 de julio de 2022   | 4   | «You l've Missed» (inst.)                      |                              | Nam Hye-seung, Park Sang-hee |                       | 3:43     |
| 6     | 12 de julio de 2022  | 1   | «Link» (링크)                                  | Kim Min-seok                 | Nam Hye-seung, Park Jin-ho   | Melomance             | 3:39     |
| 6     | 12 de julio de 2022  | 2   | «Link» (링크) (inst.)                          |                              | Nam Hye-seung, Park Jin-ho   |                       | 3:39     |
| 7     | 19 de julio de 2022  | 1   | «Step By Step»                                 | Nam Hye-seung, Janet Suhh    | Nam Hye-seung, Park Sang-hee | Rothy                 | 4:27     |
| 7     | 19 de julio de 2022  | 2   | «Step By Step» (inst.)                         |                              | Nam Hye-seung, Park Sang-hee |                       | 4:27     |

## Audiencia
| Temporada | Temporada | Episodio número | Episodio número | Episodio número | Episodio número | Episodio número | Episodio número | Episodio número | Episodio número | Episodio número | Episodio número | Episodio número | Episodio número | Episodio número | Episodio número | Episodio número | Episodio número | Promedio |
| Temporada | Temporada | 1               | 2               | 3               | 4               | 5               | 6               | 7               | 8               | 9               | 10              | 11              | 12              | 13              | 14              | 15              | 16              | Promedio |
| --------- | --------- | --------------- | --------------- | --------------- | --------------- | --------------- | --------------- | --------------- | --------------- | --------------- | --------------- | --------------- | --------------- | --------------- | --------------- | --------------- | --------------- | -------- |
|           | 1         | 767             | 655             | 525             | 528             | 493             | 532             | 341             | 479             | 398             | 478             | 364             | 448             | 306             | 384             | 331             | 521             | 472      |

| Capítulo | Fecha de emisión    | Índice de audiencia (AGB Nielsen) | Índice de audiencia (AGB Nielsen) |
| Capítulo | Fecha de emisión    | Nacional                          | Seúl                              |
| --- | ------------------- | --------------------------------- | --------------------------------- |
| 1 | 6 de junio de 2022  | 3,124 % (1.ª)                     | 3,280 % (1.ª)                     |
| 2 | 7 de junio de 2022  | 3,098 % (2.ª)                     | 3,342 % (2.ª)                     |
| 3 | 13 de junio de 2022 | 2,280 % (2.ª)                     | 1,947 % (2.ª)                     |
| 4 | 14 de junio de 2022 | 2,562 % (2.ª)                     | 2,659 % (2.ª)                     |
| 5 | 20 de junio de 2022 | 1,933 % (2.ª)                     | 2,032 % (2.ª)                     |
| 6 | 21 de junio de 2022 | 2,533 % (2.ª)                     | 2,398 % (2.ª)                     |
| 7 | 27 de junio de 2022 | 1,469 % (5.ª)                     | 1,192 %(6.ª)                      |
| 8 | 28 de junio de 2022 | 2,133 % (2.ª)                     | 1,847 % (2.ª)                     |
| 9 | 4 de julio de 2022  | 1,748 % (2.ª)                     | 1,465 % (2.ª)                     |
| 10 | 5 de julio de 2022  | 2,234 % (2.ª)                     | 1,944 % (2.ª)                     |
| 11 | 11 de julio de 2022 | 1,467 %(4.ª)                      | —                                 |
| 12 | 12 de julio de 2022 | 1,873 % (2.ª)                     | 1,728 % (2.ª)                     |
| 13 | 18 de julio de 2022 | 1,423 % (5.ª)                     | 1,167 % (7.ª)                     |
| 14 | 19 de julio de 2022 | 2,021 % (2.ª)                     | 1,708 % (3.ª)                     |
| 15 | 25 de julio de 2022 | 1,610 % (2.ª)                     | 1,162 % (5.ª)                     |
| 16 | 26 de julio de 2022 | 2,228 % (2.ª)                     | 1,881 % (2.ª)                     |
| Promedio | Promedio            | 2,108 %                           | —                                 |
| - En la tabla superior, en azul aparecen los índices más bajos, y en rojo los más altos. - Este drama se emitió en un canal de cable o televisión de pago, que normalmente tiene una audiencia relativamente menor en comparación con las emisoras públicas o de televisión en abierto (KBS, SBS, MBC y EBS). |                     |                                   |                                   |